# Arcadie Sarcadi
Arcadie Sarcadi (ur. 15 stycznia 1925 w Aiud, zm. w 2002) – rumuński piłkarz wodny. Reprezentant kraju na igrzyskach olimpijskich w 1952 w Helsinkach. Na igrzyskach olimpijskich zagrał w meczu z Stanami Zjednoczonymi i nie zdobył żadnej bramki.